# Dobrzec W
Dobrzec W (Dobrzec Wschód) – osiedle Kalisza, położone w zachodniej części miasta, w którego skład wchodzi wielki zespół mieszkaniowy, około 2,5 km od Śródmieścia. Granice osiedla wyznacza niemal w całości ul. Wyszyńskiego oraz część ulic Podmiejskiej i Granicznej.
Siedziba rady osiedla mieści się przy ul. Prymasa Stefana Wyszyńskiego 21 klatka 11.
Osiedle Dobrzec W wraz z osiedlami Dobrzec P i Dobro oraz sołectwem Dobrzec są terenami byłej podkaliskiej wsi Dobrzec Wielki. Obszar ten jest jednym z największych pod względem liczby mieszkańców miasta Kalisza.
Najgęściej zaludniona jednostka pomocnicza Kalisza – 16 413,2 osób na km² (2019).

## Oświata
- Niepubliczne Przedszkole „Bajka”
- Niepubliczne Przedszkole „Zielone Łąki”
- Szkoła Podstawowa nr 17 z Oddziałami Integracyjnymi im. Stefana Szolc-Rogozińskiego

## Komunikacja miejska
Osiedle jest bardzo dobrze skomunikowane z pozostałymi częściami miasta i regionu autobusami Kaliskich Linii Autobusowych. Istniejące połączenia (2017) zapewniają docelowy dojazd m.in. na Winiary, kampus Akademii Kaliskiej, do Majkowa, Sulisławic a także do Opatówka, Wolicy, Chotowa i na Szałe.